# یوشیکو اوتاکا
یوشیکو اوتاکا (انگلیسی: Yoshiko Ōtaka؛ زاده ۱۲ فوریهٔ ۱۹۲۰ – درگذشته ۷ سپتامبر ۲۰۱۴) هنرپیشه ژاپنی بود. وی بین سال‌های ۱۹۳۸ تا ۱۹۵۸ میلادی فعالیت می‌کرد.